# Арга-Юрях (приток Ожогина)
Арга-Юрях — река в Якутии, Россия, правый приток реки Ожогина. Длина реки — 164 км, площадь водосборного бассейна — 835 км². Берёт начало в восточных отрогах Момского хребта. В среднем и нижнем течении протекает в пределах Колымской низменности в лесотундровой зоне. Преимущественное направление течения — на северо-восток. Русло сильно меандрирует. В нижнем течении в бассейне реки множество озёр. Впадает в реку Ожогина на отметке 51 м над уровнем моря. Питание снеговое и дождевое. Наиболее крупный приток — река Илинь-Юрях длиной 84 км.